# Horst Schiemann
Horst Schiemann (* 19. September 1898 in Breslau; † 17. Februar 1981 in München) war ein deutscher Wirtschaftsführer.

## Werdegang
Horst Schiemann war Sohn des Kaufmanns Robert Schiemann und der Elsbeth Prager. Sein Studium schloss er 1920 mit Promotion zum Dr. rer. pol. ab. Er war Generaldirektor der Berlinischen Feuer-Versicherungs-Anstalt in München. Er war außerdem Vorsitzender des Arbeitgeberverbands der Versicherungsunternehmen.
1927 heiratete er Marianne Dorothee von der Marwitz (1900–1983).

## Ehrungen
- 1958: Großes Verdienstkreuz der Bundesrepublik Deutschland
- 1964: Bayerischer Verdienstorden